# Polizeiruf 110: Treibnetz
Treibnetz ist ein deutscher Kriminalfilm von Helmut Krätzig aus dem Jahr 1985. Der Fernsehfilm erschien als 97. Folge der Filmreihe Polizeiruf 110.

## Handlung
Seit längerer Zeit hält ein sogenanntes Phantom die Ermittler Hauptmann Peter Fuchs, Oberleutnant Jürgen Hübner und Leutnant Lutz Zimmermann in Atem: Stets bricht der Täter nach gleichem Muster in Kaufhallen oder Warenlager ein, bohrt den Tresor auf und verschwindet unerkannt. Spuren hinterlässt er keine. Trotz moderner EDV-Technik, die Jürgen Hübner scherzhaft „Ende der Vernunft“ nennt, kann das Täterfeld nicht eingegrenzt werden. Der ominöse Einbrecher ist der junge Justus Klann, der offiziell als Geliebter der Drogistin Marlies Heider im Magazin arbeitet und wegen eines Stotterns bei Aufgeregtheit keine Kunden bedienen darf. Abends begeht er mit dem früheren Einbruchsspezialisten Paul Kaulmann die Einbrüche und erbeutet regelmäßig zwischen 10.000 und 20.000 Mark. Paul jedoch ist inzwischen herzkrank und will eigentlich aussteigen. Indirekte Drohungen, der Polizei bei der Ermittlung von bisher nicht gelösten Verbrechen Pauls zu helfen, verhindern, dass Paul aussteigt.
Bei einem Einbruch tippt Justus aus Langeweile den Namen eines früheren Mithäftlings in die Schreibmaschine. Die Ermittler wenden sich an den ehemaligen Strafgefangenen und versuchen, hinter den immer wieder auftauchenden, unterschiedlichen Namen, ein Muster zu entdecken. Justus’ Name fällt jedoch nicht. Er träumt unterdessen von einem besseren Leben. Von dem gestohlenen Geld will er sich eine Villa kaufen, doch Marlies nimmt ihn nicht ernst – ganz im Gegensatz zu ihrer Tochter Sabine, die in den jungen Justus verliebt ist.
Bei einem Überfall erleidet Paul einen Herzinfarkt und stirbt am Tatort. Justus bringt ihn auf eine Parkbank, wo er am nächsten Morgen gefunden wird. Dass Justus mit ihm gemeinsame Sache gemacht hat, wissen die Ermittler nicht, können jedoch am letzten geschriebenen Namen erkennen, in welcher Stadt der nächste Überfall stattfinden wird. In sämtlichen möglichen Objekten werden Kameras installiert. Tatsächlich kann Justus so bei seinem Einbruch entdeckt werden. Ihm gelingt die Flucht durch die Kanalisation. Frühere Mitgefangene identifizieren ihn anhand der Bilder der Überwachungskamera. Justus erscheint am nächsten Tag nicht zur Arbeit, doch verfolgen die Ermittler heimlich Sabine, die zu Justus fährt. Beide fliehen gemeinsam vor den Ermittlern mit einem gestohlenen Auto. Die Straßen sind jedoch abgesperrt und so verschafft sich Justus einen Pass und fährt das Auto planmäßig gegen einen Baum. Sabine holt unterdessen einen Krankenwagen. Justus hat geplant, mit dem fremden Pass und in einem Krankenwagen die Polizeisperre zu durchbrechen und später fliehen zu können. Die Wucht des Aufpralls unterschätzte er jedoch: Er zieht sich dabei so schwere Verletzungen zu, dass er zukünftig teilweise gelähmt und ein Pflegefall sein wird. In Marlies’ Drogerie findet sich das erbeutete Geld. Marlies selbst hat sich schnell mit einem anderen, jüngeren Mann getröstet. Nur Sabine trauert Justus nach.

## Produktion
Treibnetz wurde vom 15. Mai bis 15. Juli 1984 unter dem Arbeitstitel Hypnose und Karbolgeruch in Berlin und Umgebung, Neuenhagen bei Berlin, Dahlwitz-Hoppegarten, Frankfurt an der Oder sowie in den DEFA-Studios Potsdam-Babelsberg gedreht. Als Drehort für das Altenheim diente das Schloss Güterfelde in Stahnsdorf-Güterfelde. Die Kostüme des Films schuf Tamara Schramm-Bansen, die Filmbauten stammen von Reinhard Welz. Der Film erlebte am 30. Juni 1985 im 1. Programm des Fernsehens der DDR seine Premiere. Die Zuschauerbeteiligung lag bei 59,4 Prozent.
Es war die 97. Folge der Filmreihe Polizeiruf 110. Hauptmann Peter Fuchs ermittelte in seinem 56. Fall, Oberleutnant Jürgen Hübner in seinem 48. Fall und Oberleutnant Lutz Zimmermann in seinem 5. Fall.
Henry Hübchen, der den Mitte 20-jährigen Justus Klann spielt, war zum Produktions-Zeitpunkt bereits 37.